# Lévignen
Lévignen är en kommun i departementet Oise i regionen Hauts-de-France i norra Frankrike. Kommunen ligger i kantonen Betz som tillhör arrondissementet Senlis. År 2022 hade Lévignen 1 014 invånare.

## Befolkningsutveckling
Antalet invånare i kommunen Lévignen
| Referens: INSEE |